# Hammarssjön (Ragunda socken, Jämtland)
Hammarssjön är en sjö i Ragunda kommun i Jämtland och ingår i Indalsälvens huvudavrinningsområde. Sjön har en area på 0,296 kvadratkilometer och ligger 277,9 meter över havet. Sjön avvattnas av vattendraget Singsån (Prästån).

## Delavrinningsområde
Hammarssjön ingår i det delavrinningsområde (699956-151762) som SMHI kallar för Utloppet av Hammarsjön. Medelhöjden är 351 meter över havet och ytan är 8,58 kvadratkilometer. Det finns ett avrinningsområde uppströms, och räknas det in blir den ackumulerade arean 19,52 kvadratkilometer. Singsån (Prästån) som avvattnar avrinningsområdet har biflödesordning 2, vilket innebär att vattnet flödar genom totalt 2 vattendrag innan det når havet efter 132 kilometer. Avrinningsområdet består mestadels av skog (91 procent). Avrinningsområdet har 0,3 kvadratkilometer vattenytor vilket ger det en sjöprocent på 3,4 procent.